# Dahaneh-ye Sar-e Sefidrud-e Kohneh
Dahaneh-ye Sar-e Sefidrud-e Kohneh (em persa: دهنه سرسپيدرودكهنه, também romanizada como Dahaneh-ye Sar-e Sefīdrūd-e Kohneh; também conhecida como Dahaneh Sar e Dahaneh-ye Sar-e Sefīdrūd) é uma aldeia do distrito rural de Dehgah, situada no condado de Astaneh-ye Ashrafiyeh, na província de Gilan, no Irã. Segundo o censo de 2006, sua população era de 638, em 179 famílias.